# Kho lạnh
Kho lạnh là hệ thống có thể điều chỉnh, kiểm soát nhiệt độ và độ ẩm nhằm kéo dài thời gian lưu kho một số mặt hàng nhất định. 

## Phân loại
Kho lạnh có thể phân thành ba loại chính là kho trữ đông lạnh sâu (từ -30 tới -28 °C đối với thủy sản), kho đông lạnh (từ -20 tới -16 °C đối với sản phẩm thịt) và Kho mát (từ 2 tới 4 °C đối với rau quả và hoa các loại).